# Przerywacz zagród minowych

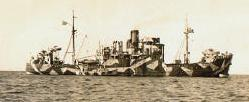
Niemiecki Sperrbrecher 131

Przerywacz zagród minowych – okręt specjalny (zwykle przerobiony ze statku handlowego lub niewykończonego kadłuba) o podwyższonej odporności na wybuch min podwodnych, często bezzałogowy, przeznaczony do szybkiego przebijania przejść w zagrodach minowych poprzez pobudzanie min polami fizycznymi własnego kadłuba.
W ramach zwiększania odporności wypełnia się ładownie materiałem pływającym, montuje dodatkowe elementy wzmacniające kadłub (wzdłużniki). Mniejsze jednostki mogą być przystosowane do holowania przez helikopter.
Przerywacze zagród minowych są rzadko używane. Około 100 statków zostało zaadaptowanych do tej roli i użytych przez Niemcy podczas II wojny światowej (oznaczane Sperrbrecher). Były one wyposażone w generator pola magnetycznego, powodujący eksplozję min magnetycznych w pewnej odległości, lecz straty wśród tych jednostek były spore.